# Émile Masson junior

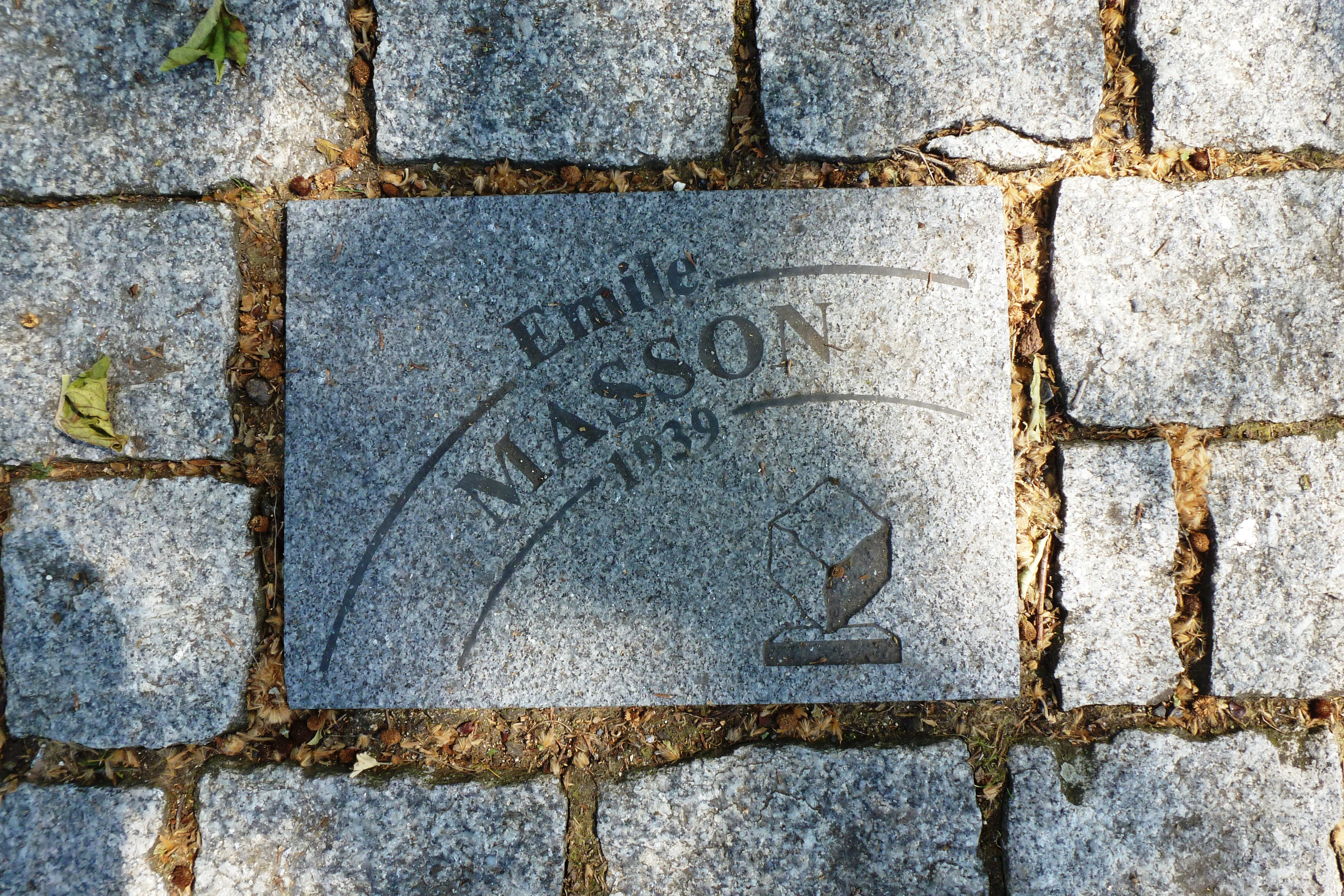
Pflasterstein für Emile Masson auf der Allée Charles Crupelandt in Roubaix für seinen Sieg bei Paris–Roubaix 1939

Émile Masson jr. (* 1. September 1915 in Bierset; † 2. Januar 2011 in Lüttich) war ein belgischer Radrennfahrer.
Émile Masson jr. war Profi-Rennfahrer von 1935 bis 1939 und von 1945 bis 1951. Vor Ausbruch des Zweiten Weltkriegs gelangen ihm schon spektakuläre Erfolge, so 1938 der Sieg beim Wallonischen Pfeil sowie 1939 bei Paris–Roubaix.
Während des Kriegs verbrachte Masson vier Jahre als Kriegsgefangener in Deutschland. 1944 unterstützte er den Aufstand im Warschauer Ghetto, wofür er später ausgezeichnet wurde.
1946 wurde Émile Masson erstmals Belgischer Meister im Straßenrennen vor Briek Schotte; wenige Wochen später gewann er Bordeaux–Paris wie sein Vater, Émile Masson senior, 23 Jahre zuvor. Vater und Sohn fuhren beide gemeinsam die Ehrenrunde im Pariser Prinzenparkstadion. Masson fuhr dieses Rennen siebenmal, ebenso oft wurde er von seinem Vater, der als Betreuer für ihn bei diesem Rennen fungierte, begleitet. 1947 wurde Masson jr. ein zweites Mal Belgischer Meister.
Nach Beendigung seiner Radsportkarriere wurde Masson Sportjournalist für „Les Sports“ und „La Wallonie“. Viele Jahre war er Präsident des „Pesant Club Liégoise“ und an der Organisation von Lüttich–Bastogne–Lüttich beteiligt. Als „ältester noch lebender Sieger von Paris-Roubaix“ starb er Anfang 2011 im Alter von 95 Jahren.